# Arieș
L'Arieș és un riu de Romania, afluent del Mureș (que alhora és afluent del Danubi) que flueix per les províncies d'Alba i de Cluj, a Transsilvània.
El naixement del riu es troba a les muntanyes Bihor, part de les muntanyes Apuseni. L'Arieș neix prop del poble de Mihoiești i té una llargària de 164 km. Passa per les ciutats de Câmpeni, Baia de Arieș, Turda i Câmpia Turzii.